# Oliver Olsen
Oliver Olsen (fl. XX secolo) è stato un ginnasta e multiplista statunitense.

## Carriera
Olsen partecipò ai Giochi olimpici di Saint Louis 1904 nelle gare di triathlon e ginnastica. Giunse sesto nel concorso a squadre, trentanovesimo nel concorso generale individuale, quarantesimo nel triathlon e quarantanovesimo nel concorso a tre eventi.